# Hrabstwo Alamance

Piramida wieku hrabstwa

Hrabstwo Alamance – hrabstwo w USA, w stanie Karolina Północna, według spisu z 2000 roku liczba ludności wynosiła 142661. Siedzibą hrabstwa jest Graham.

## Geografia
Według spisu hrabstwo zajmuje powierzchnię 1126 km², z czego 1114 km² stanowią lądy, a 12 km²  stanowią wody.

### Miasta
- Burlington
- Elon
- Gibsonville
- Graham
- Green Level
- Haw River
- Mebane
- Ossipee
- Swepsonville

### CDP
- Alamance (wieś)
- Altamahaw
- Glen Raven
- Saxapahaw
- Woodlawn

### Sąsiednie hrabstwa
- Hrabstwo Caswell
- Hrabstwo Orange
- Hrabstwo Chatham
- Hrabstwo Randolph
- Hrabstwo Guilford